# Gūrā Jūb-e Morād Beyg
Gūrā Jūb-e Morād Beyg (persiska: گورا جوب مراد بیگ) är en ort i Iran.   Den ligger i provinsen Kermanshah, i den västra delen av landet, 500 km väster om huvudstaden Teheran. Gūrā Jūb-e Morād Beyg ligger 1 520 meter över havet och antalet invånare är 247.
Terrängen runt Gūrā Jūb-e Morād Beyg är huvudsakligen lite kuperad. Gūrā Jūb-e Morād Beyg ligger nere i en dal. Runt Gūrā Jūb-e Morād Beyg är det ganska tätbefolkat, med 60 invånare per kvadratkilometer. Närmaste större samhälle är Gahvāreh, 5,8 km öster om Gūrā Jūb-e Morād Beyg. Omgivningarna runt Gūrā Jūb-e Morād Beyg är i huvudsak ett öppet busklandskap.